# Кингисепшки рејон
Кингисепшки рејон (рус. Кингисеппский район) административно-територијална је јединица другог нивоа и општински рејон на крајњем западу и југозападу Лењинградске области, на северозападу европског дела Руске Федерације.
Административни центар рејона је град Кингисеп. Према проценама националне статистичке службе Русије за 2015, на територији рејона је живело 79.647 становника или у просеку око 27,4 ст/km².

## Географија
Кингисепшки рејон смештен је на крајњем западу и југозападу Лењинградске области. Обухвата територију површине 2.907,14 km², и по том параметру налази се на 11. месту међу 17 рејона у области и чини 3,99% од укупне обласне територије. Ограничен је територијама Ломоносовског рејона на североистоку, на истоку је Волосовски, а на југу Сланчањски рејон. На западу се граничи са Естонијом, односно са естонским округом Ида-Виру. Међународна граница према Естонији протеже се средином корита реке Нарве, низводно од места њеног отицања из Нарвског језера. Административни центар рејона, град Кингисеп, налази се на око 145 km југозападно од историјског центра града Санкт Петербурга.
Подручје Кингисепшког рејона се одликује равничарским до благо заталасаним рељефом, са надморским висинама од 0 до 150 метара. Најнижа подручја су уз обале Финског залива на северу и северозападу, односно у долинама великих река које протичу тим подручјем: Луге, Нарве и Пљусе. У приобалном делу рејона јасно се издвајају три мања и плитка залива: Нарвски, Лушки и Копорски, међусобно раздвојени Кургаљским и Сојкинским полуострвом. Сојкинско полуострво је уједно и највиши део рејона. На југозападу рејону припадају и делови обале вештачког Нарвског језера. Поред Виборшког рејона на северозападу, Кингисепшки рејон је једини рејон на подручју Русије који у свој састав укључује бројна балтичка острва: Гогланд (21 km²), Мошчни (13,4 km²), Велики Тјутерс (8,3 km²), Сескар (4,16 km²), Мали Тјутерс (1,6 km²), Кокор (20,4 хектара), Вигрунд (1 хектар), Вирит и Родшер.
Клима на подручју рејона је умереноконтинентална са просечним јануарским температурама ваздуха од −8 °C, односно јулским од +17 °C. Апсолутна максимална температира ваздуха икада измерена имала је вредност од +32 °C, док је апсолутни минимум −43 °C. Просечна сума падавина на годишњем нивоу има вредности између 550 и 700 милиметара.
Значајан део рејонске територије је преображен у култивисано земљиште, посебо на северу и у централним деловима, док су знатнија шумска пространства једино на југу и југоистоку.

## Историја
Кингисепшки рејон, као административна јединица Лењинградског округа Лењинградске области, успостављен је 1927. године. У садашњим границама рејон се налази од 2006. године.

## Демографија и административна подела
Према подацима пописа становништва из 2010. на територији рејона је живело укупно 78.183 становника, док је према процени из 2015. ту живела 79.647 становника, или у просеку 27,4 ст/km². По броју становника Кингисепшки рејон се налази на 7. месту у области и његова популација чини свега 4,49% свеукупне обласне популације. Око три четвртине од укупне рејонске популације живи у градовима Ивангороду и Кингисепу.
| 1959.  | 1970.  | 1979.  | 1989.  | 2002.  | 2010.  | 2015.   |
| ------ | ------ | ------ | ------ | ------ | ------ | ------- |
| 48.995 | 53.672 | 73.364 | 84.534 | 81.912 | 78.183 | 79.647* |

Напомена:* Према процени националне статистичке службе. Градови Кингисеп и Ивангород нису улазили у састав рејона од 1976. до 2006. године.
На подручју рејона постоји укупно 190 насељених места, међусобно подељених на 9 сеоских и две урбане општине.

## Саобраћај
саобраћајна инфраструктура на подручју Кингисепшког рејона је доста развијена. Најзначајније саобраћајнице су пруге Мга—Гатчина—Вејмарн—Ивангород и Санкт Петербург–Калишче—Котли—Уст Луга и даље ка Талину, односно друмски правац А180 Санкт Петербург—Ивангород.
На ушћу реке Луге у Фински залив налази се насеље и важна поморска лука Уст Луга.